# シルキーライン
シルキーラインは、かつて株式会社TAPで活動していたお笑いコンビ。
2007年結成。2020年12月限りで解散。共にピン芸人として活動を続行するが、服部は退所、広田のみTAPに残留。

## メンバー
広田 康人（ひろた やすと、1987年3月24日（38歳） - ）
本名は廣田 康人（読みは同じ）。立ち位置は向かって左。
熊本県出身。身長170cm、体重61kg。血液型O型。
趣味は読書。
ボクシング歴6年で、全日本大学王座決定戦出場経験がある。
解散後、元エマの佐々木大当りとコンビ「おりはべり」を結成。

服部 拓也（はっとり たくや、1986年8月28日（38歳） - ）
本名同じ。立ち位置は向かって右。
熊本県出身。身長168cm、体重62kg。血液型O型。
趣味はウクレレ、格闘技観戦。
特技は護身術、吹き矢（吹き矢検定初段）。
大阪NSC28期生。

## 出演

### テレビ
- 前略、西東さん（2016年10月29日、中京テレビ）
- 東京オーディション(仮)（TOKYO MX）

### ネット配信
- 玉袋筋太郎の旅はみちづれ 運だ！飯。（スカパー！／SPEEDチャンネル）
- マキタ研究所（2017年3月31日 - 2018年4月17日、フジテレビオンデマンド）

### ラジオ
- サンドウィッチマンの天使のつくり笑い（2018年1月9日、NHKラジオ第一）

### 映画
- 東京アディオス（2019年）- 広田のみ

### 舞台
- 『MOTHER～特攻の母 鳥濱トメ物語～』脚本・演出：藤森一朗（2016年2月、新国立劇場小劇場） - 服部のみ

### 単独ライブ
- 『俺の箸を返せ。』（2014年2月10日、5upよしもと）
- 『Stormy』（2017年6月22日、新宿ハイジアV-1）
- 『NORTH』（2018年7月28日、CHARA DE asagaya）[5]
- 『ムシ喰うな！』（2018年11月23日、CHARA DE asagaya）[6]
- 『SOTOBA』（2019年3月27日、赤坂CHANCEシアター）[7]

### ユニットライブ
- 『SPIKES Live!!』（2015年9月19日、新宿永谷ホール(新宿Fu-)）